# Urlingford
Urlingford (irisch Áth na nUrlainn, deutsch: „Furt des Abschlachtens“) ist ein Ort im Nordwesten des County Kilkenny, Irland. Bei der Volkszählung 2022 zählte Urlingford 1196 Einwohner.

## Lage
Urlingford liegt etwa 29 Kilometer nordwestlich von Kilkenny und an der M8 am River Goul, einem kleinen Zufluss des Erkina ungefähr auf der Hälfte der Strecke zwischen Dublin und Cork. Im Ort kreuzen sich die R639, die R689 und die R693.

## Geschichte
Die Gegend war lange Zeit dünn besiedelt und erstreckte sich unweit der Burganlage. Urlingford florierte ab 1800, als es für die Produktion grober Stoffe bekannt wurde.

## Sehenswürdigkeiten
- Urlingford Castle am River Goul
- Himmelfahrtskirche

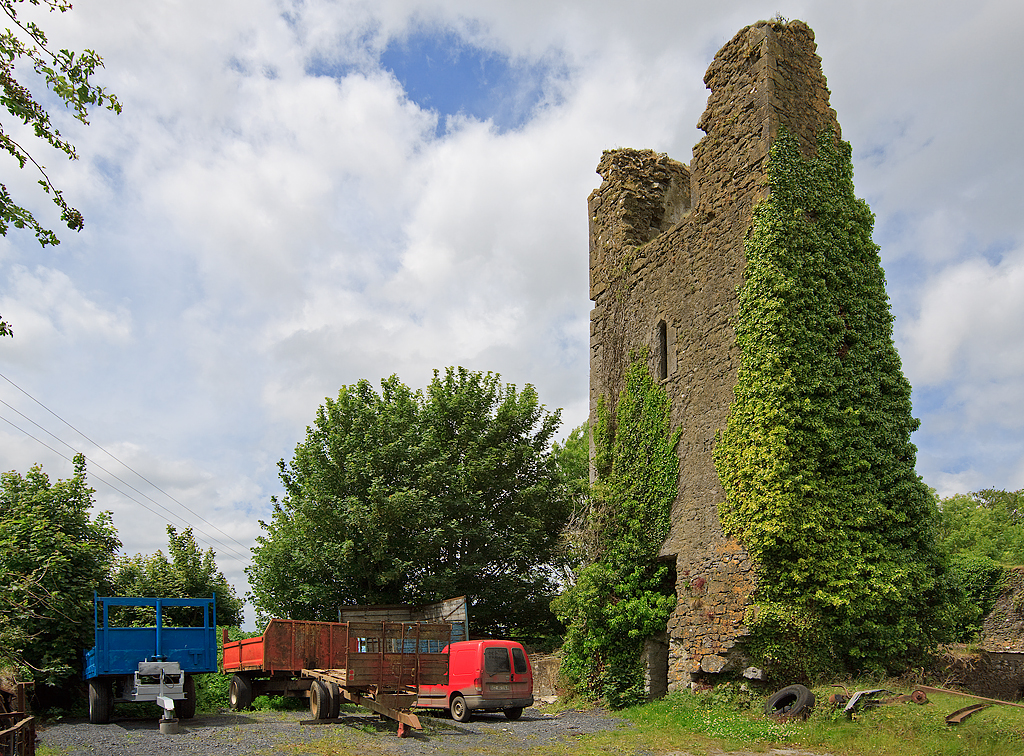
Urlingford Castle